# Brione (comune)
Brione (Breó o Briù in dialetto bresciano) è un comune italiano di 761 abitanti della provincia di Brescia in Lombardia. Geograficamente è posto sul confine tra Franciacorta e Valle Trompia.

## Geografia fisica

### Territorio
Il comune di Brione si trova nell'area geografica della Val Trompia, nonostante, come anche il comune di Polaveno, sia abbastanza defilato rispetto alla direttrice principale della valle. Si colloca su un'altura che sovrasta la zona della Franciacorta, confinando con comuni di quell'area quali Gussago e Ome. Il comune confina, poi, con i comuni valtrumplini Sarezzo, Villa Carcina e Polaveno.
Il territorio del comune risulta compreso tra i 320 e i 1.035 metri sul livello del mare. L'escursione altimetrica complessiva risulta essere pari a 715 metri.

### Clima
Il clima a Brione è caldo e temperato, con piovosità significativa durante tutto l'anno.
La temperatura media annuale è di 12 °C, essendo luglio il mese con temperature più alte (26,4 °C) e gennaio il mese con temperature più basse (-1,6 °C).
La piovosità media annuale è di 1386 mm. In particolare le piogge sono più scarse nel mese di gennaio (59 mm) e più abbondanti nel mese di giugno (145 mm).
| [ 6 ]               | Mesi | Mesi | Mesi | Mesi | Mesi | Mesi | Mesi | Mesi | Mesi | Mesi | Mesi | Mesi | Stagioni | Stagioni | Stagioni | Stagioni | Anno  |
| [ 6 ]               | Gen  | Feb  | Mar  | Apr  | Mag  | Giu  | Lug  | Ago  | Set  | Ott  | Nov  | Dic  | Inv      | Pri      | Est      | Aut      | Anno  |
| ------------------- | ---- | ---- | ---- | ---- | ---- | ---- | ---- | ---- | ---- | ---- | ---- | ---- | -------- | -------- | -------- | -------- | ----- |
| T. max. media (°C)  | 6,1  | 7,7  | 12,2 | 16,0 | 20,1 | 24,5 | 26,4 | 26,0 | 21,3 | 16,4 | 10,9 | 6,8  | 6,9      | 16,1     | 25,6     | 16,2     | 16,2  |
| T. min. media (°C)  | −1,6 | −1,3 | 1,5  | 5,2  | 9,7  | 14,4 | 17,0 | 17,2 | 13,7 | 9,7  | 4,8  | 0,1  | −0,9     | 5,5      | 16,2     | 9,4      | 7,5   |
| Precipitazioni (mm) | 59   | 66   | 83   | 128  | 144  | 145  | 134  | 129  | 135  | 141  | 144  | 78   | 203      | 355      | 408      | 420      | 1 386 |

## Storia
Le prime notizie su Brione risalgono al XIV secolo, come area territoriale rientrante tra i possedimenti dell'abbazia di Leno. Nel corso dei secoli è passato da diverse circoscrizioni, alternandosi tra i territori della Franciacorta e quelli della Val Trompia. È stato, infatti, parte della quadra di Gussago durante il periodo della Repubblica di Venezia - comune al quale è persino stato accorpato nel corso del XIX secolo per l'esiguità del numero di abitanti - ma anche del cantone del Mella.
Dopo un lungo periodo di nuova autonomia, nel periodo fascista e durante la seconda guerra mondiale è stato nuovamente oggetto di accorpamento ad un altro comune franciacortino, Ome.
Nel periodo post-bellico è tornato autonomo. Oggi, dopo un significativo incremento negli anni '90 del XX secolo, conta circa 716 abitanti, e rientra nell'area della Val Trompia.

### Simboli
Lo stemma adottato dal Comune di Brione si blasona:
Le cime richiamano l'antica denominazione di Monte Brioni e le tre stelle rappresentano il capoluogo con le principali frazioni comunali.
Il gonfalone è un drappo di azzurro.

## Monumenti e luoghi d'interesse

### Architetture religiose
- Chiesa Parrocchiale di San Zenone, realizzata nel 1603 a partire da una costruzione preesistenze risalente al XIV secolo.
- Chiesa di San Giuseppe, sita in località Barche, risale al 1734.
- Chiesa del Patrocinio della Beata Vergine, sita in località Aquilini, risale al 1779.
- Cappella di San Rocco, sita in località Magnoli, risale al 1796.
- Chiesa di Vesalla, sita nell'omonima frazione che si trova ad un'altitudine di 813 m s.l.m., ristrutturata nel 1923.

### Architetture civili
- Palazzo Bailo, edificio cinquecentesco di particolare valore storico, sito nella frazione di Vesalla, appartenente in passato all'omonima famiglia saretina, nota per la produzione armiera per la Repubblica di Venezia. La collocazione è in una posizione particolarmente panoramica che sovrasta la Val Trompia. Si presenta in uno stato di degrado ed abbandono a causa di furti ed atti vandalici, tra cui in incendio che ha portato alla distruzione di buona parte dell'edificio, in seguito alla morte dell'ultimo dei suoi abitanti e gestori, vittima di un omicidio avvenuto nell'anno 2004.[8]

### Percorsi naturalistici e sentieri
Già per la sua collocazione, di particolare piacevolezza sono i panorami che si possono godere dal centro del paese, che si trova in una posizione che sovrasta la pianura bresciana e permette quindi di godere di una vista peculiare sull'area dalla Franciacorta fino all'Appennino tosco-emiliano.
Di particolare interesse è anche la frazione di Vesalla, nella quale risiedono oggi una quindicina di persone. Dal centro della frazione dove si trovano parecchi edifici datati, si sviluppano diversi sentieri immersi nella natura verso Pizzo Cornacchia - Sella dell'Oca - Quarone, da dove, si può ammirare dall'alto la Val Trompia sino anche al Lago d'Iseo. Il percorso rientra nell'itinerario de "Il sentiero delle 3V - 3 Valli Bresciane".

## Società

### Evoluzione demografica
Abitanti censiti

## Economia
L'economia è sostanzialmente legata alle tradizionali attività agricole, in particolare Brione si è sempre caratterizzato per la sua particolare disposizione, favorevole all'attività venatoria; negli ultimi anni si è prestata particolare attenzione alla ristorazione e al rilancio della coltivazione degli alberi da frutto.

## Amministrazione
| Periodo        | Periodo        | Primo cittadino     | Partito      | Carica  | Note   |
| -------------- | -------------- | ------------------- | ------------ | ------- | ------ |
| 24 aprile 1995 | 14 giugno 2004 | Antonella Montini   | lista civica | Sindaco | [ 11 ] |
| 14 giugno 2004 | 8 giugno 2009  | Silvio Montini      | lista civica | Sindaco | [ 11 ] |
| 8 giugno 2009  | 26 maggio 2014 | Almiro Gino Svanera | lista civica | Sindaco | [ 11 ] |
| 26 maggio 2014 | in carica      | Antonella Montini   | lista civica | Sindaco | [ 11 ] |